# Eccidio dell'Aldriga
L'Eccidio dell'Aldriga è stato una strage nazista compiuta dalla Wehrmacht, il 19 settembre 1943 a Valletta Aldriga.

## Storia
Il 19 settembre 1943 dieci militari italiani prelevati dal campo di concentramento del Gradaro di Mantova, furono fucilati dai militari tedeschi.
Il massacro si inserì in una strategia terroristica preventiva attuata nei giorni immediatamente successivi all'8 settembre 1943 quando fu resa pubblica la notizia che il Regno d'Italia cessava le ostilità contro le forze britanniche e statunitensi. Nella difesa della stazione ferroviaria di Mantova il 9 settembre venne ucciso il Capitano Renato Marabini e gli altri soldati catturati. Seguirono l'uccisione di Giuseppina Rippa l'11 settembre e la fucilazione di don Eugenio Leoni il 12 settembre.
All'alba di domenica 19 settembre 1943 i tedeschi dissero agli internati del campo di concentramento del Gradaro di cercare dieci volontari per scavare delle trincee. I dieci militari che si fecero avanti,  furono portati a pochi chilometri dalla città in una zona denominata Valletta Aldriga, in territorio del Comune di Curtatone, non lontano dal luogo dove furono impiccati i Martiri di Belfiore. Le vittime, giovani dai 19 ai 35 anni, vennero fucilati a uno a uno.
La rappresaglia venne motivata con il ferimento di due soldati tedeschi in un attentato, ma in realtà all'origine del ferimento fu una rissa fra austriaci e tedeschi raccontata come un'aggressione nemica per evitare pesanti provvedimenti disciplinari.

## Le vittime
- Aresi Giuseppe
- Bianchi Giuseppe
- Binda Luigi
- Colombi Mario
- Colombo Bruno
- Corradini Mario
- Corti Angelo Alessandro
- Pecchenini Luigi
- Passoni Attilio Andrea
- Rimoldi Francesco

Fonte: